# 경화동
경화동(慶和洞)은 대한민국 경상남도 창원시 진해구의 행정동명이다. 경화역과 진해 홈플러스, 진해 KT&G가 있다.

## 개요
경화동은 역사적으로 웅천현 중면, 웅천군 하중면, 웅천군 부중면, 창원부 웅중면, 마산부 진해면, 창원군 진해면, 창원군 진해읍 등의 관할로 변천을 거듭해 오다 1955년 진해시로 승격할 당시 경화1가동과 2가동으로 획정되었던 것이 1996년의 행정동 개편에 따라 경화동으로 통합되었으며, 2010년 7월 1일 창원시 진해구 경화동으로 행정구역이 변경되었다. 경화동은 1910년 6월부터 일본 해군성에서 군함시설을 시작하면서 한일거리를 직교형 도시로 만들어, 서쪽의 현동, 도만리, 도천리, 여명리, 중평리, 좌천리, 신좌천리, 안골리, 속천리 등 9개 마을과 동쪽의 하구리, 중동리의 한국인을 강제 이주시켜서 이루어진 동네로 동명은 일본식 동명을 거절하고 우리식 동명으로 이름하였던 것으로서 한자가 지닌 뜻을 생각한 이름으로 사료된다. 법정동이 된 것은 1914년으로 조천리, 병암리, 중초리와 이동 일부가 흡수되어 획정되었다.

## 주거
| 단지명          | 건설사         | 주소       | 입주               | 비고        |
| --------------- | -------------- | ---------- | ------------------ | ----------- |
| 경화 대동다숲   | 대동종합건설㈜ | ㈜덕암     | 진해구 조천북로 79 | 2006년 8월  |
| 경화 포스코더샵 | 포스코이앤씨   | ㈜아정건설 | 진해구 조천북로 65 | 2005년 11월 |

## 교육시설

### 초등학교
- 경화초등학교

### 유치원,어린이집
- 경화어린이집
- 세라어린이집
- 바른뜰유치원
- 샛별유치원

## 교통
- 경화역